# Gare d'Haussmann - Saint-Lazare
Pour les articles homonymes, voir Hausmann.
La gare d'Haussmann - Saint-Lazare, (nommée Haussmann - Gare Saint-Lazare sur le plan officiel du RER E) est une gare ferroviaire française, située dans le 9e arrondissement de Paris. Elle fait partie de la ligne E du RER. À l'origine du projet, elle était dénommée Saint-Lazare - Condorcet.

## Situation ferroviaire et géographique
Cette gare est située au point kilométrique 2,082 de la ligne de Paris-Est à Pont-Cardinet (EOLE). Son altitude est de 2 m.
Implantée dans le quartier d'affaires Saint-Lazare/Opéra, elle jouxte les grands magasins Printemps Haussmann et Galeries Lafayette Haussmann.
La gare d'Haussmann - Saint-Lazare possède quatre voies portant les numéros 31, 32, 33 et 34. Aux heures creuses et aux heures de pointe, la voie 31 est utilisée par les trains en direction de Villiers-sur-Marne et de Tournan, la voie 33 est utilisée par les trains en direction de Chelles - Gournay tandis que les voies 32 et 34 sont utilisées par les trains en direction de Nanterre - La Folie.

## Histoire
La gare d'Haussmann - Saint-Lazare est mise en service le 14 juillet 1999. Elle porte les noms du boulevard Haussmann, situé en surface, et de la gare Saint-Lazare. Elle a été conçue pour desservir le quartier de bureaux et commerçant de Saint-Lazare et d'être en correspondance avec le pôle multimodal de Saint-Lazare et la gare d'Auber. Elle a été créée pour mettre le quartier et la gare Saint-Lazare en liaison avec la gare du Nord, via la gare de Magenta, liaison effectuée par la ligne E du RER.
En 2023, des panneaux portant l'inscription Haussmann - Gare Saint-Lazare sont apposés sur les quais afin de rendre plus explicite la correspondance avec la gare de Paris-Saint-Lazare.
Cette gare était techniquement en cul-de-sac jusqu'au 5 mai 2024 inclus,, ce qui limitait sa capacité d'accueil à 16 trains par heure, soit à l'heure de pointe :
- 8 trains par heure pour la branche vers Chelles ;
- 4 trains par heure pour la branche vers Villiers-sur-Marne ;
- 4 trains par heure pour la branche vers Tournan.

Jusqu'au 14 décembre 2024 inclus, la gare était exploitée en tant que terminus du tronçon commun des branches de Chelles - Gournay et de Tournan-en-Brie du RER E.

## Fréquentation
De 2015 à 2022, selon les estimations de la SNCF, la fréquentation annuelle de la gare s'élève aux nombres indiqués dans le tableau ci-dessous.
| Année     | 2015       | 2016       | 2017       | 2018       | 2019       | 2020       | 2021       | 2022       |
| --------- | ---------- | ---------- | ---------- | ---------- | ---------- | ---------- | ---------- | ---------- |
| Voyageurs | 46 771 387 | 47 606 238 | 48 184 682 | 47 907 489 | 47 687 285 | 10 027 494 | 29 676 067 | 32 617 013 |

## Service des voyageurs

### Accueil

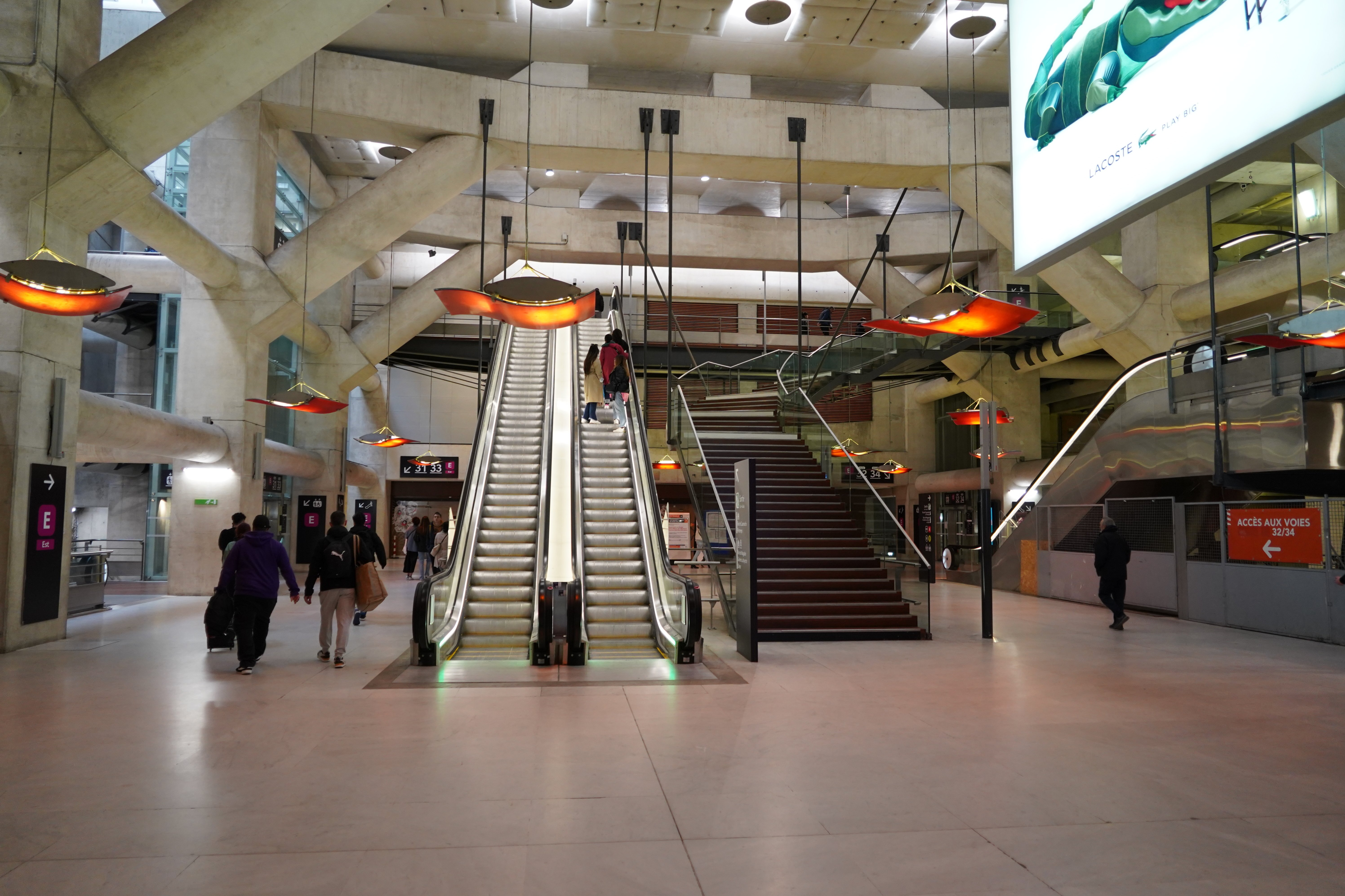
Salle d'échange du pôle Haussmann.

La gare d'Haussmann - Saint-Lazare est divisée en deux pôles : Haussmann, à l'est, Saint-Lazare, à l'ouest. Chaque pôle comprend des accès depuis la surface, des guichets, des billetteries automatiques et des couloirs de correspondance.
Le pôle Haussmann comporte trois accès : au 86 rue Saint-Lazare, à l'angle de la rue de Mogador (menant aux Galeries Lafayette par le sous-sol) et de la rue de Provence, et place Georges-Berry, au cœur de la rue de Caumartin. Il comporte deux couloirs de correspondance qui mènent à la station Havre - Caumartin de la ligne 9 et à la gare d'Auber du RER A d'une part, et à la station Saint-Lazare de la ligne 12 d'autre part.
Le pôle Saint-Lazare comporte deux accès : à l'angle de la rue du Havre et de la rue de l'Isly, et directement dans la gare Saint-Lazare d'autre part, au niveau de la Cour du Havre. Il comporte également un couloir de correspondance qui mène directement à la station de métro Saint-Lazare de la ligne 13, permettant de rejoindre les lignes 3 et 14 par les couloirs de correspondances.
Ces deux pôles sont reliés par des couloirs de correspondance permettant, entre autres, un cheminement entre la gare Saint-Lazare et la station de métro Opéra.
La gare, construite à proximité de nappes phréatiques, subit depuis son ouverture des fuites qui contraignent la SNCF à disposer des seaux, boîtes et poubelles en plastique afin d'éviter des flaques d'eau sur les quais.

Différents accès de la gare
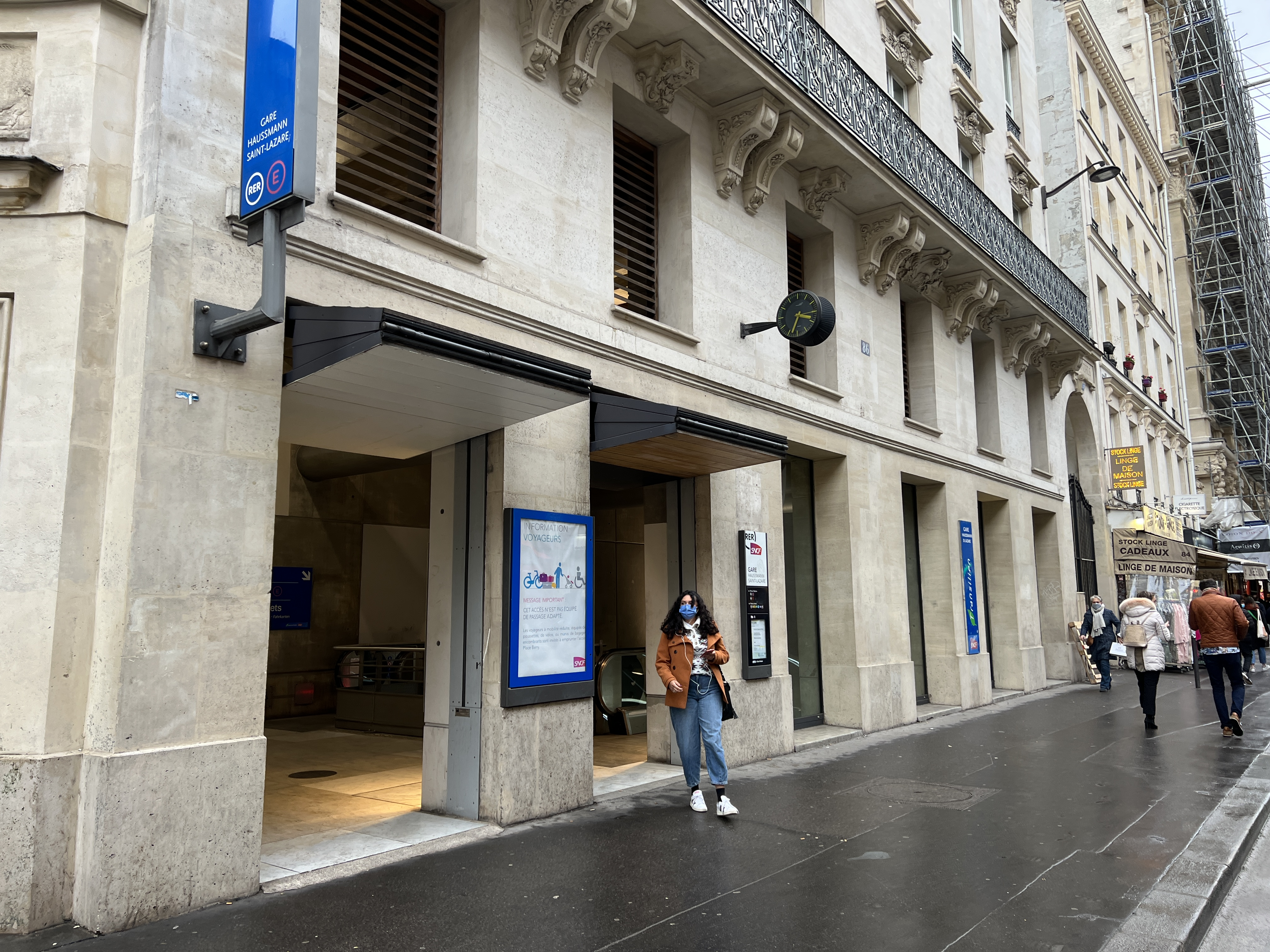
Accès par la rue Saint-Lazare.
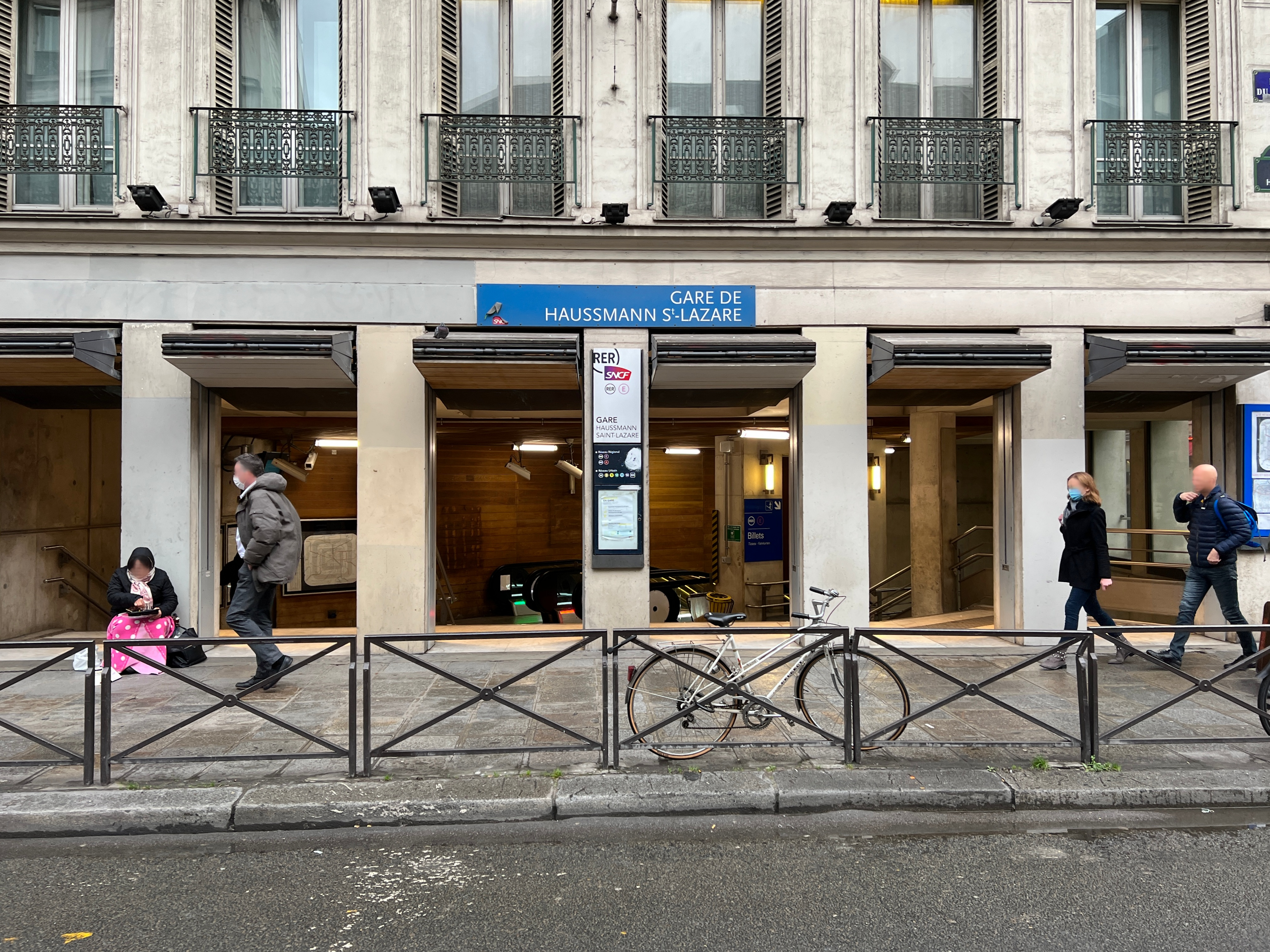
Accès par la rue du Havre.
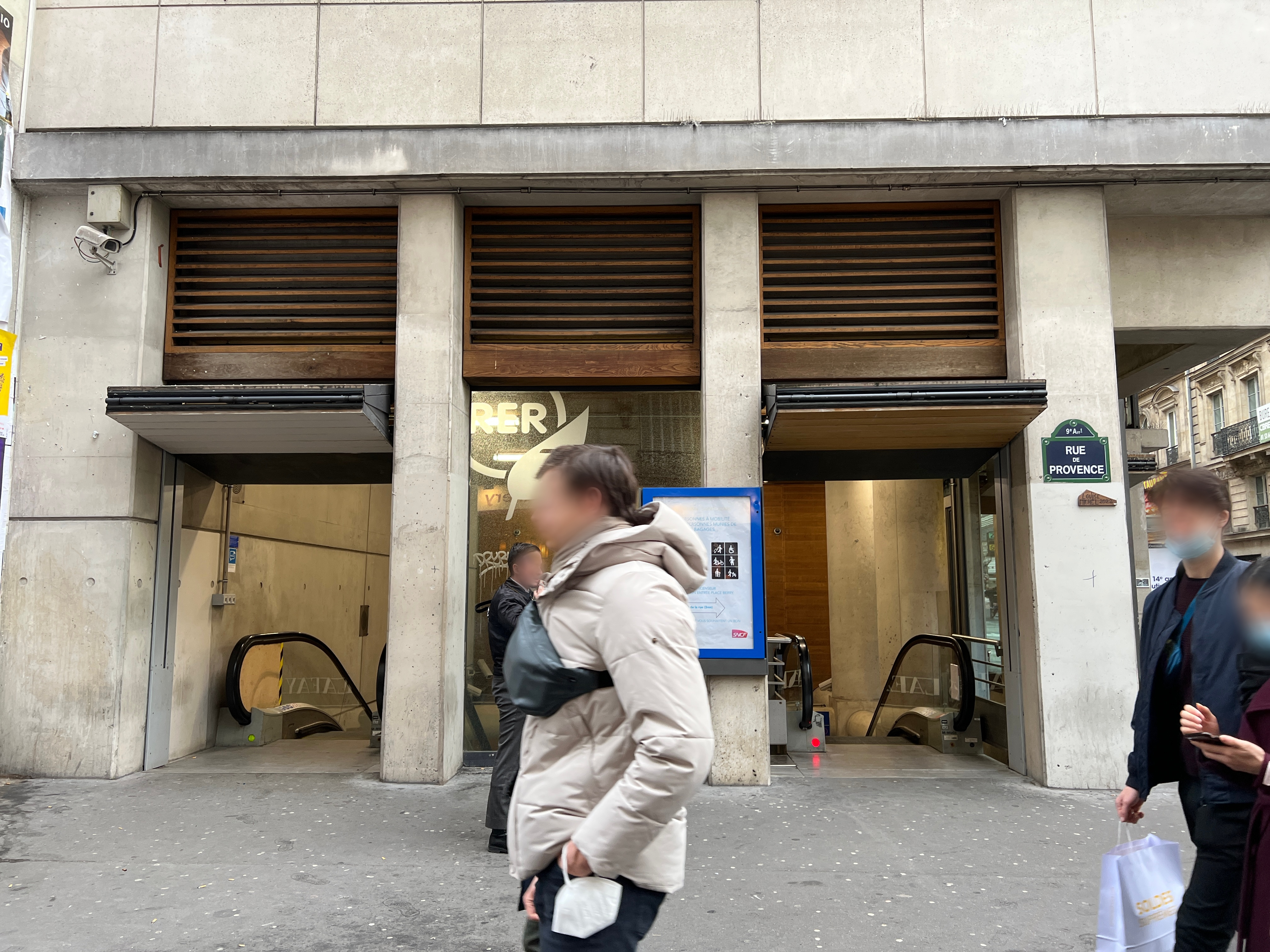
Accès par la rue de Provence.
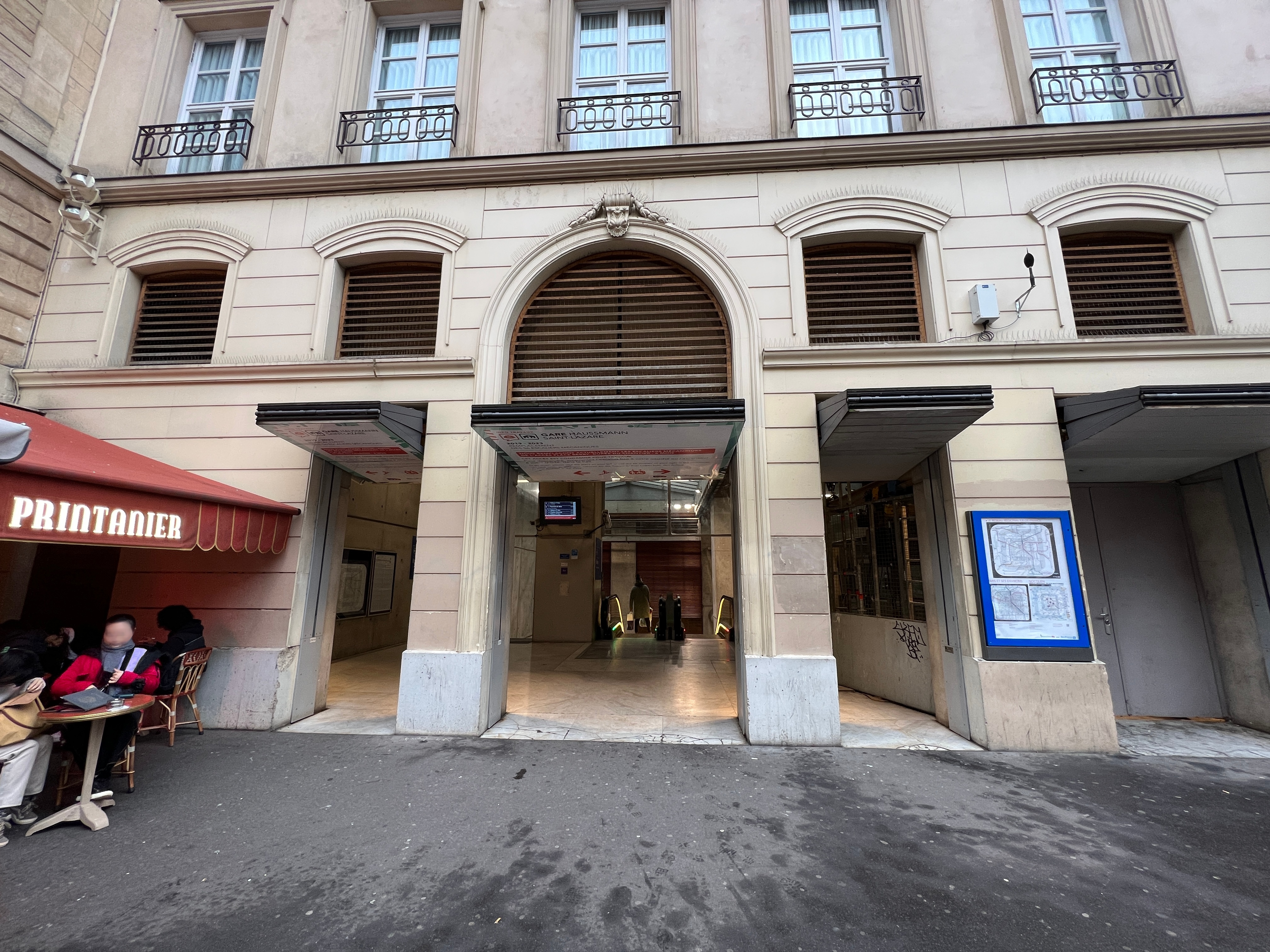
Accès par la place Georges-Berry.

### Desserte
La gare d'Haussmann - Saint-Lazare est desservie à raison (par sens) de 10 trains par heure aux heures creuses, de 16 trains par heure aux heures de pointe et de 8 trains par heure en soirée.

Trains desservant la gare
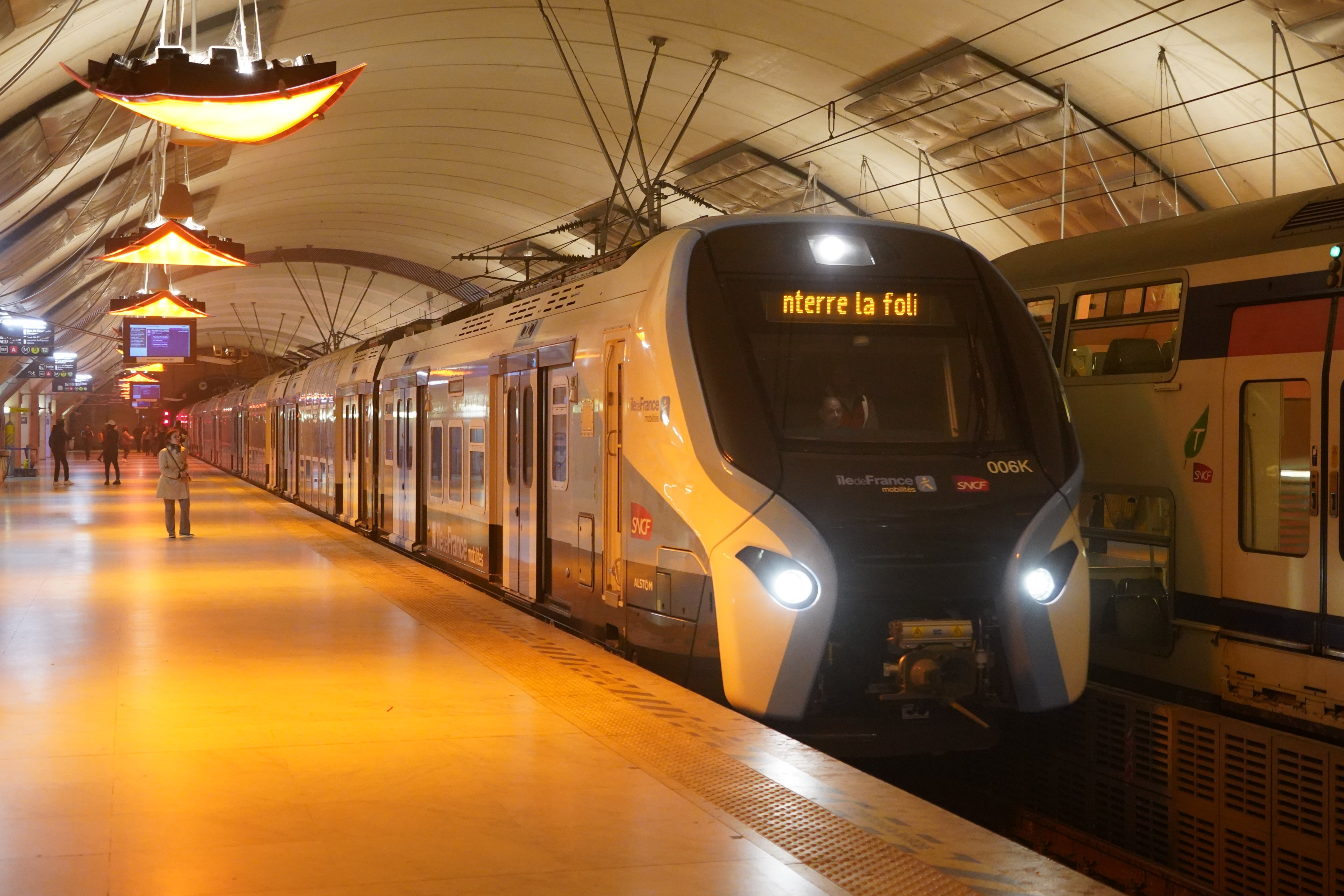
Une rame Z 58000 sur la voie 31.
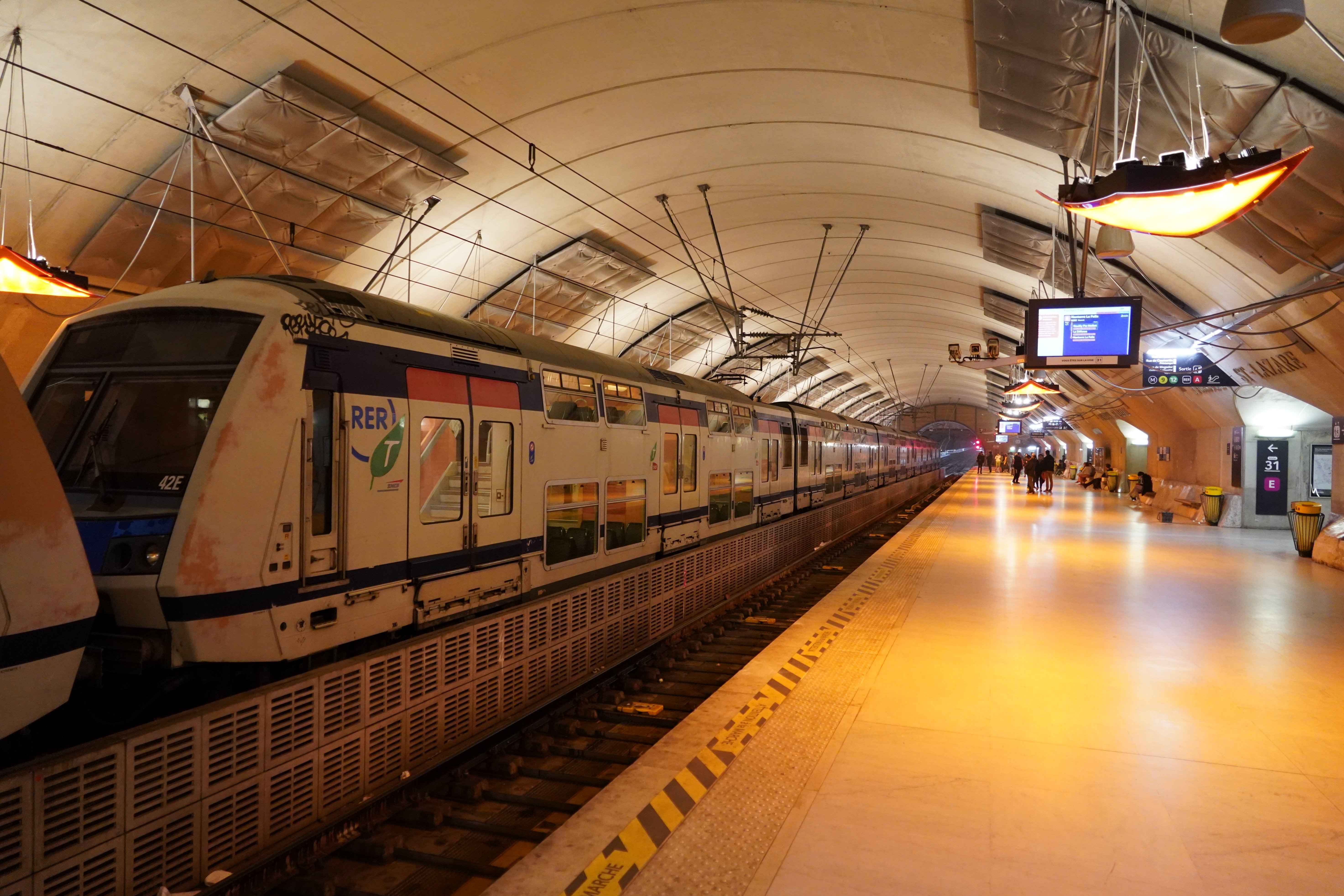
Une rame Z 22500 sur la voie 32.
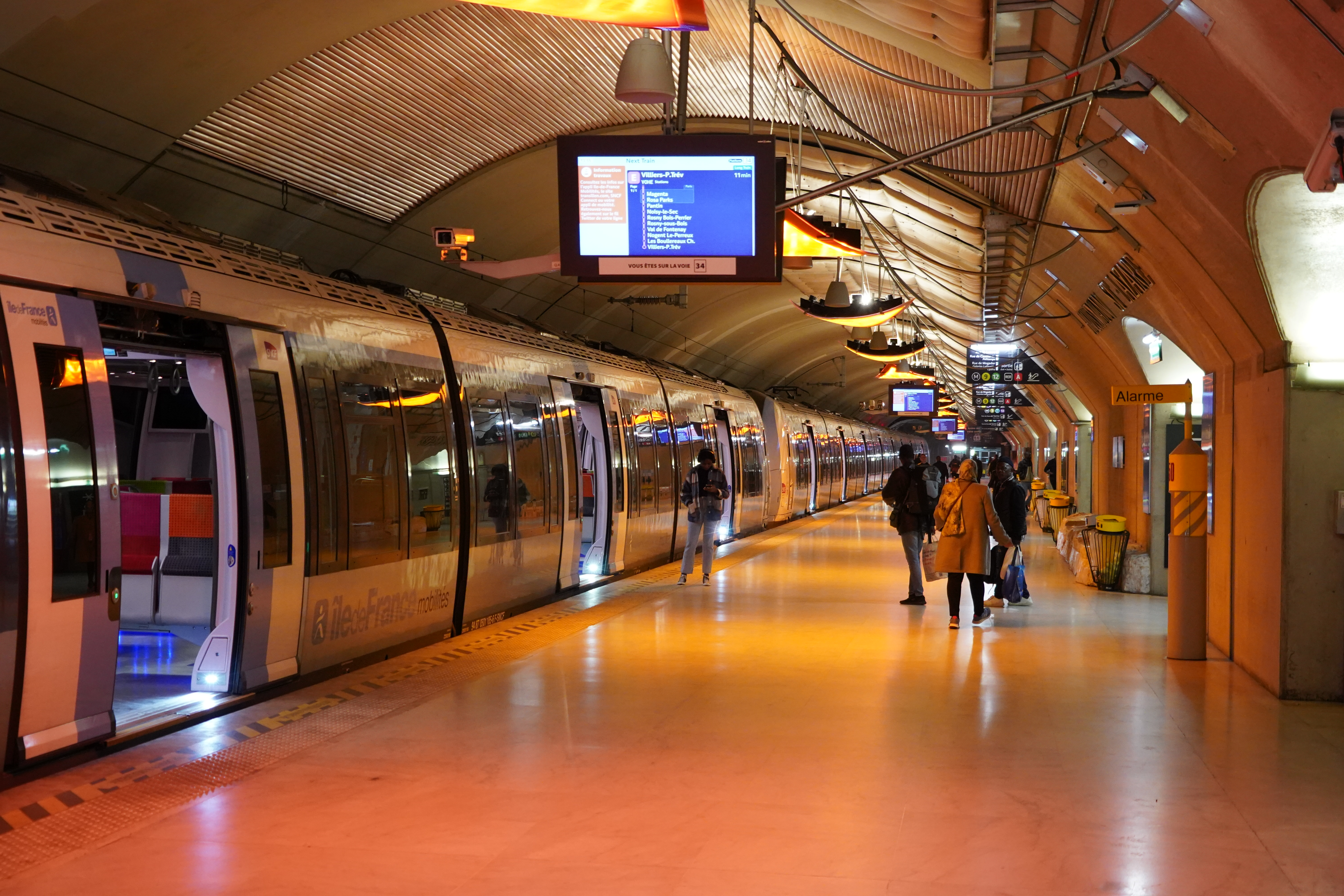
Une rame Z 50000 sur la voie 34.

### Intermodalité
La gare permet d'accéder par couloirs aux stations de métro et gares suivantes (du plus près au plus loin) :
- Saint-Lazare (correspondance avec les lignes de métro 3, 12, 13 et 14) ;
- Gare Saint-Lazare (correspondance avec les TER Normandie, lignes J et L du Transilien) ;
- Havre - Caumartin (correspondance avec les lignes de métro 3 et 9) ;
- Saint-Augustin (correspondance avec la ligne de métro 9) ;
- Gare d'Auber (correspondance avec la ligne A du RER) ;
- Opéra (correspondance avec les lignes de métro 3, 7 et 8).

Par ailleurs, elle est en correspondance :
- avec les lignes 20, 21, 22, 26, 27, 28, 29, 32, 43, 66, 80, 94 et 95 du réseau de bus RATP ;
- la nuit, avec les lignes N01, N02, N15, N16, N51, N52, N53, N150, N151, N152, N153 et N154 du réseau de bus Noctilien.

## Appréciation des consommateurs
Selon Consumer Choice Center, la gare figure à la 42e place des gares les plus confortables pour les usagers au monde.

## Prolongement vers l'ouest
Le schéma d'origine de EOLE prévoyait dès l'origine qu'à terme les trains continuent au-delà de la gare de Haussmann-Saint-Lazare. Il était alors envisagé de les envoyer en direction de Pont Cardinet.
Sous l'influence de Établissement public pour l'aménagement de la région de la Défense, une variante de tracée vers Mantes-la-Jolie est retenue comme prolongement au-delà de la gare de Haussmann - Saint-Lazare, reprenant la ligne J au-delà de la gare de Nanterre-la-Folie. Ce prolongement occidental a été inscrit dans le schéma directeur de la région Île-de-France (SDRIF). Dans ce cadre, la gare d'Haussmann - Saint-Lazare deviendra une gare de passage, ce qui permettra d'augmenter sa capacité d'accueil en trains, d'accroître les fréquences et de planifier le prolongement de la branche au-delà de Chelles - Gournay.
Depuis le 6 mai 2024, un premier prolongement est effectif vers Nanterre-la-Folie, uniquement en heure creuse. Les trains desservent alors les gares de Porte Maillot, La Défense et celle de Nanterre-La Folie,. Le prolongement à tous heures de la journée est effectif depuis le 15 décembre 2024.
Le prolongement vers Mantes-la-Jolie (et la reprise de la ligne J) est fixé en octobre 2024 à début 2027-fin 2029.